# Ri Pae-hun
Ri Pae-hun ((리배훈?, 李培勳?); 2 maggio 1985) è un calciatore nordcoreano, difensore dell'April 25.